# Jorge Núñez (dramaturgo)
Jorge Núñez es un dramaturgo, ensayista, novelista, cuentista y guionista de televisión. Ejerció la docencia como profesor de dramaturgia y guion de televisión.

## Biografía
Nació en Argentina, Buenos Aires, en el barrio de Flores. De joven alternaba su trabajo de ferroviario con el periodismo crítico, de izquierda, en los periódicos “Propósitos” y “Nuestra Palabra”.
En 1975 ganó una mención en el premio “González Cadavig” de dramaturgia, del Teatro San Martín de Buenos Aires, con la pieza “La Orden Viene de Arriba”.
En 1977 fue secuestrado por la dictadura militar por su militancia política y en el ferrocarril. Posteriormente, al ser liberado, fue despedido del ferrocarril.
En 1995, en Buenos Aires, junto con colegas como Néstor Sabatini, Beatriz Mosquera, Peñarol Méndez, Jorge Drago, Edda Díaz y otros funda el “Club de Autores”, en el que es nombrado Presidente, cargo que ejerció hasta 1999.
Ejerció la docencia en distintos lugares. En Argentina, en Argentores (Sociedad General de Autores de la Argentina), en la Asociación Argentina de Actores (A.A.A.), dictando Taller de Dramaturgia y Guion de Televisión. A partir de 1992 en México continuó con la misma actividad en instituciones como Bellas Artes (Taller Dramaturgia) y Televisa (Taller de Guion de Televisión)
Como escritor de televisión trabajó en Argentina, México, Estados Unidos y la República Democrática del Congo; actividades que lo obligaron a vivir alternativamente en cada lugar.
Teatralmente,le estrenaron obras en Argentina, México y Estados Unidos, en algunas de ellas puestas en escena bajo su propia dirección.

## Televisión
- 1981-1982: “El Pícaro Teatro” (Argentina) Canal 7
- 1982: “Usted y las Otras” (Argentina) Canal 9
- 1982-1983: “Compromiso” (Argentina) Canal 13
- 1984: “David Coperfield” (Argentina) Canal 7
- 1985: “Duro como la roca, frágil como el cristal” (Argentina) Canal 9
- 1985-1986: “Mundo de Muñeca” (Argentina) Canal 9
- 1987: “Mi amigo Martín” (Argentina) Canal 13
- 1987: “Tiempo cumplido” (Argentina) Canal 7
- 1987: “Extraño Vagabundo” (Argentina) Canal 7
- 1988: “Hombres de Ley” (Argentina) Canal 7
- 1989-1990: “Así son los míos” (Argentina) Canal 13
- 1991: “Atreverse” (Argentina) Canal 11
- 1992: “Carrusel de las Américas” (México) Televisa
- 1992-1993: “La Noche de Todos” (México) Televisa
- 1993: “Cándida” (México) Televisa
- 1993: “Un Beso Lleno de Todo el Tiempo Perdido” (México) Televisa
- 1993: “Brenda, una Mujer con Historia” (México) Televisa
- 1994: “Lil, la de los Ojos Color del Tiempo” (México) Televisa
- 1996: “Hermanos del silencio” (México) Canal 13, TV Azteca
- 1997-1998: “Qué Onda” (México) Canal 13, TV Azteca
- 2003: “CLAP” (México) Televisa
- 2004: “Seducción en el Astoria” (Argentina) Canal 7
- 2008-2009: “Área Peligrosa” (República Democrática del Congo) Canal 13, TV Azteca
- 2011-2012: “Eva Luna” (EE. UU.) Univisión
- 2014-2015: “El Puma Bazán” On Air Contenidos
- 2017-2018: “Tango Canalla” On Air Contenidos

## Obras

### Teatro (obras estrenadas)
- 1976: “La Orden Viene de Arriba”. Premio“González Cadavig”. Auspiciado por el Teatro San Martín de Buenos Aires. (Argentina)
- 1979-1980: “El Sombrero de Tres Picos”. Adaptación. (Argentina) Teatro “Manzana de las Luces”.
- 1981: “Lo que Mata es la Humedad”. (Argentina) Teatro “El Globo”.
- 1982: “Ojo al Bache” (Argentina) Teatro “Colonial”.
- 1985: “La Paja en el Trigo”
- 1994-1999: “Engáñame si Quieres” (México) Teatro Jorge Negrete, Teatro Escenaria.
- 1996: “La Lucha es Cruel y es Mucha” (Argentina) Teatro “Andamio 90”.
- 1997: “Qué Hacemos con tu Marido”
- 1997: “La Orden Viene de Arriba” (Argentina) Teatro “Andamio 90”.
- 1997: “Qué Difícil es Decir Adiós” (Argentina) Teatro “De La Rivera”.
- 1997: “Esto Debe ser Distinto” (Argentina) Teatro “Argentores”.
- 1997: “Seducción en el Astoria” (México)
- 1998: “Qué Difícil es Decir Adiós” (Argentina) Mar del Plata.
- 1998: “La Lucha es Cruel y es Mucha” (México) “Poliforum Siqueiros”.
- 1998: “El Equilibrio Perfecto” (Argentina) Teatro “Tabaris Plata”.
- 2000: “Los Buenos Hábitos” (Argentina) Teatro “Picadilly”.
- 2001: “Hacer las cosas Bien” (Argentina) Teatro “Picadilly”.
- 2005: “Postales de Tango” (México) Teatro “El Cuevón”.
- 2007: “Las Dueñas del Lugar” (Nueva York) Teatro “Red CarpetTheater”.
- 2009: “Restaurante El Mundo” (Nueva York) Teatro “IATI”.
- 2011: “Lo que Mata es la Humedad” (Argentina) Teatro “Nacional Cervantes”
- 2014: “El Poder no es Cosa Fácil” (México) Teatro “Círculo Teatral”.
- 2016: “Pasaje al Viento” (México) Teatro “Círculo Teatral”.

### Ediciones

#### Teatro
- 1991 “Lo que Mata es la Humedad”, Editorial Corregidor.
- 1996 “La Lucha es Cruel y es Mucha”, Secretaría de Cultura de la Nación Argentina -  Dirección de Teatro.
- 2011 “Pasaje al Viento”, Editorial Corregidor.
- 2011 “Concierto en Soledad”, Editorial Corregidor.
- 2011 “La Lucha es Cruel y es Mucha”, Editorial Corregidor.
- 2011 “Lo que Mata es la Humedad”, Editorial Corregidor.
- “Restaurante El Mundo”

#### Ensayo
- 2009 “Poder, Clausura de la Ética”, Editorial Corregidor.